# پنج‌کاسه‌ای

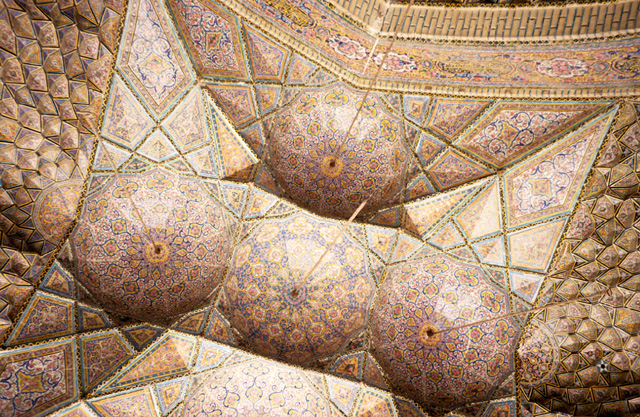
پنج کاسه‌ای در مسجد نصیر الملک

در معماری ایرانی، پنج کاسه ای را به نوعی از سقف‌های کاسه‌ای گویند.